# Sergio Vega Gómez
Sergio Vega Gómez (19 de mayo de 1988, Guadalajara, Jalisco, México) es un futbolista mexicano, juega como portero y actualmente es el portero titular del [Tijuana.

## Trayectoria

### Club Tijuana
En 2011 se da su llegada al Club Tijuana.

### Celaya FC
En 2014 se da su llegada al Celaya FC.

## Estadísticas
| Vaqueros de Ixtlán · México                             | 3ª            | 2007-08       | 19 | 0 | -  | - | - | - | 19  | 0 |
| Vaqueros de Ixtlán · México                             | 3ª            | 2008-09       | 29 | 0 | -  | - | - | - | 29  | 0 |
| Vaqueros de Ixtlán · México                             | 3ª            | 2009-10       | 22 | 0 | -  | - | - | - | 22  | 0 |
| Vaqueros de Ixtlán · México                             | Total club    | Total club    | 70 | 0 | 0  | 0 | 0 | 0 | 70  | 0 |
| Celaya F. C. · México                                   | 2ª            | 2014-15       | 14 | 0 | 1  | 0 | - | - | 15  | 0 |
| Celaya F. C. · México                                   | 2ª            | 2015-16       | 10 | 0 | 9  | 0 | - | - | 19  | 0 |
| Celaya F. C. · México                                   | 2ª            | 2016-17       | 0  | 0 | 3  | 0 | - | - | 3   | 0 |
| Celaya F. C. · México                                   | 2ª            | 2017-18       | 0  | 0 | 7  | 0 | - | - | 7   | 0 |
| Celaya F. C. · México                                   | Total club    | Total club    | 24 | 0 | 20 | 0 | 0 | 0 | 44  | 0 |
| Total carrera                                           | Total carrera | Total carrera | 94 | 0 | 20 | 0 | 0 | 0 | 114 | 0 |
| (1)Incluye datos de la Copa México. (2)Incluye datos de |               |               |    |   |    |   |   |   |     |   |